# Saucijzenbroodje
Een saucijzenbroodje is een broodje van bladerdeeg, dat gevuld is met een rolletje gekruid gehakt. Een saucijzenbroodje wordt over het algemeen warm gegeten. In snackbars en bij slagers en bakkers waar deze broodjes worden verkocht liggen de saucijzenbroodjes soms onder een lamp die warmte uitstraalt, waardoor ze op temperatuur blijven zodat ze direct gegeten kunnen worden. 
Het verschil tussen een saucijzenbroodje en een Brabants worstenbroodje is dat de eerstgenoemde met bladerdeeg zijn gemaakt, de tweede met brooddeeg.
Saucijzenbroodjes zijn voornamelijk populair in Nederland en België.
Een saucijzenbroodje bevat – anders dan de naam zou doen vermoeden – geen saucijs (een soort kleine worst), maar de vulling met gekruid gehakt is als die van een saucijs. Alhoewel diverse kruiden of specerijen gebruikt kunnen worden om het gehakt een pittige smaak te geven, komt de karakteristieke smaak van nootmuskaat.
Het gehakt kan gemaakt zijn van allerlei soorten vlees, varkensvlees, rundvlees, half-om-half, kip of kalfsvlees. Om een glanzend oppervlak te verkrijgen kan het bladerdeeg voor het bakken bestreken worden met losgeklopt ei.
Als borrelhapje wordt wel een kleine variant gemaakt.